# Estadi Hillsborough
L'Estadi Hillsborough és un estadi de futbol ubicat a la ciutat de Sheffield, Anglaterra. És propietat del Sheffield Wednesday FC. Antigament, i fins al 1914, el nom de l'estadi era Owlerton Stadium.

## Història
Inaugurat el 2 de setembre de 1899, en aquest estadi es van jugar diversos partits de la Copa del Món de Futbol de 1966, entre les seleccions d'Alemanya Occidental, Argentina, Suïssa i Espanya, així com el partit de quarts de final entre l'Alemanya Occidental i l'Uruguai (Alemanya va vèncer per 4 a 0).

### La tragèdia de Hillsborough
El 15 d'abril de 1989 en aquest estadi van morir 96 espectadors, aixafats contra les tanques que separaven les grades del terreny de joc, per una allau de gent, en la coneguda com la tragèdia de Hillsborough. Això va passar en un partit de futbol entre el Liverpool FC i el Nottingham Forest, de les semifinals de la copa anglesa. Les 96 víctimes eren aficionades del Liverpool.
Les investigacions posteriors van concloure que les causes no havien tingut a veure amb cap acció violenta per part dels aficionats, sinó per l'excés d'aforament, al mal estat de l'estadi (que no complia els requisits de seguretat necessaris) i a la pèssima actuació de la policia.

## Capacitat
El dia que més gent es va aplegar a l'estadi de Hillsborough va ser el 17 de febrer de 1934, quan es van reunir 72.841 persones en un partit de la cinquena ronda de la copa anglesa, entre Sheffield i el Manchester City. Ara bé, d'ençà que totes les localitats són de seient, el rècord va ser el 2 de febrer del 2000, en un partit de la Premier League contra el Manchester United, amb 39.640 afeccionats.